# Лирический круг

Обложка единственного издания «Лирический круг»

«Лирический круг» — неоклассическая литературная группа, существовавшая в Москве в начале 1920-х годов.

## История возникновения и деятельность

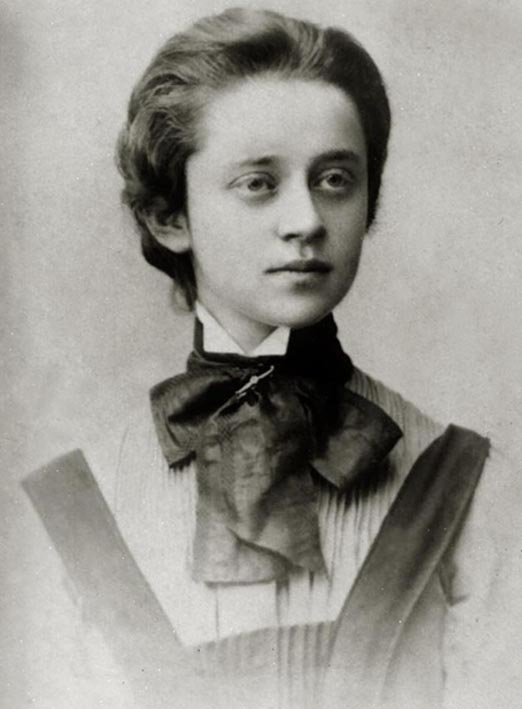
София Парнок — одна из учредителей «Лирического круга»

Объединение появилось на фоне распространения в Советской России новой пролетарской культуры, которая противопоставляла себя как классикам, так и «классово чуждым» современным деятелям. 
Участники «Лирического круга» стремились оспорить это позицию. В объединение вошли поэты, представлявшие разные литературные течения, а также не принадлежавшие ни к одному из них: Владислав Ходасевич, София Парнок, Сергей Соловьёв, Константин Липскеров, Сергей Шервинский, Абрам Эфрос, Юрий Верховский, Леонид Гроссман, Владимир Лидин, Надежда Бромлей, Андрей Глоба, по некоторым данным, также Георгий Шенгели. Одним из учредителей «Лирического круга» называют Парнок. О появлении объединения летом 1921 года сообщил Эфрос в журнале «Театральное обозрение».
Несмотря на то, что Анна Ахматова и Осип Мандельштам были анонсированы Эфросом среди участников объединения, в «Лирический круг» они не входили. По воспоминаниям Надежды Мандельштам, жены поэта, известно, что Эфрос пытался привлечь Мандельштама к деятельности группы, обещал в том числе материальную выгоду, однако он отказался.
Известно, что члены «Лирического круга» проводили общие собрания и поэтические чтения. В частности, на одном из последних София Парнок читала доклад о творчестве Анны Ахматовой. Собрания проводились на квартире у Владимира Лидина либо в помещении издательства М. и С. Сабашниковых.
По мнению Мандельштама, не следует считать «Лирический круг» чисто московским явлением. Как отмечает он в эссе 1922 года «Литературная Москва», участники группы «при полном отсутствии домашних средств — должны были прибегнуть к петербургским гастролёрам, чтобы наметить свою линию». Речь идёт о Ходасевиче и Верховском, который представляли Петроград. Тем не менее известно, что Ходасевич относился к «Лирическому кругу» с большой симпатией, бывал на его собраниях, читал стихи.

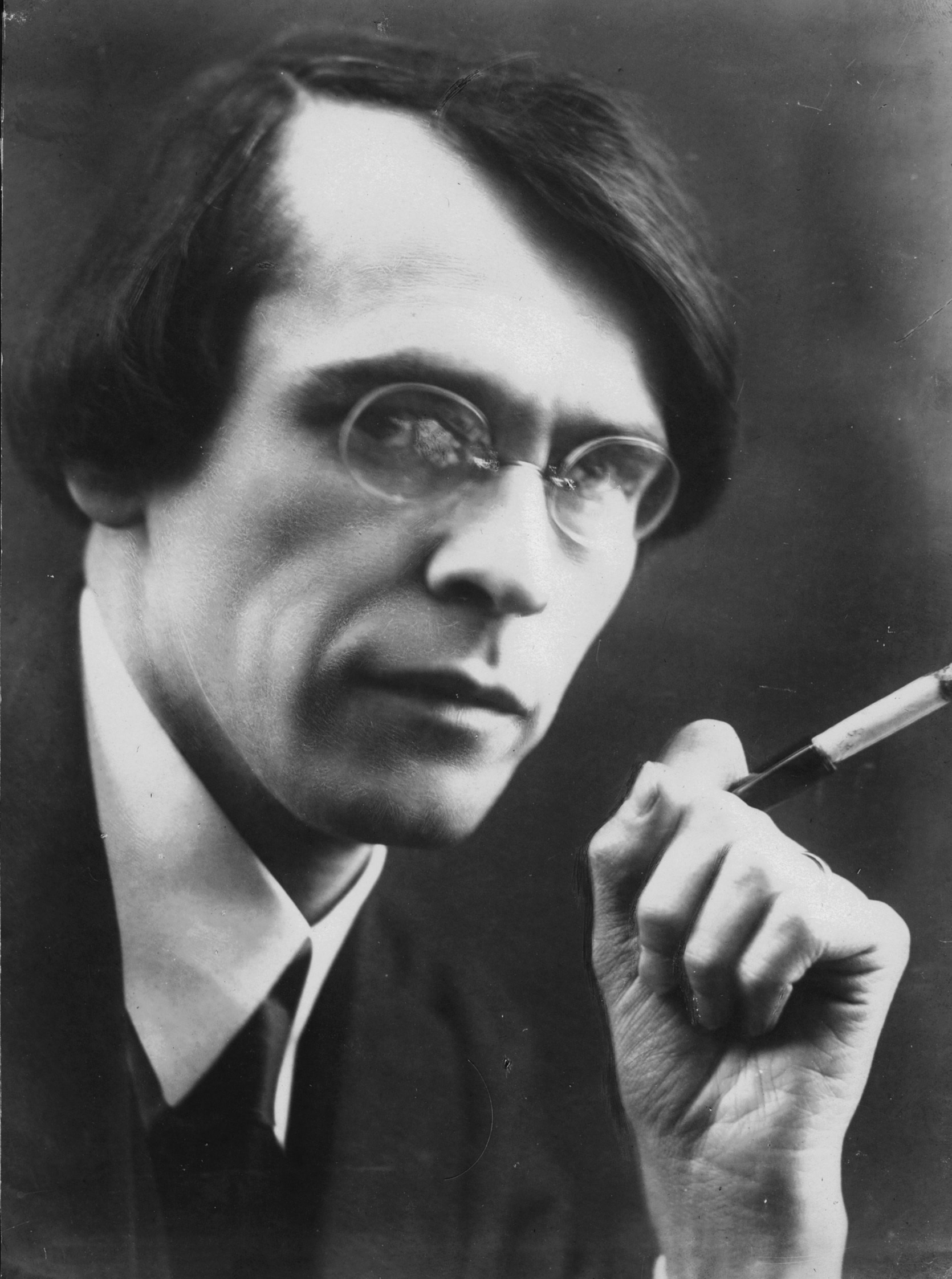
Владислав Ходасевич был одним из представителей Петрограда в объединении

## Литературная позиция
Идеологию «Лирического круга» обозначил в программной статье «Вестник у порога» Абрам Эфрос. В ней критикуется подход сторонников пролетарского искусства, которые противопоставляют революцию «реакционной» классике: эту позицию автор называет теорией «слепцов или корыстолюбцев». Одновременно манифест направлен против модернистских направлений в искусстве — кубизма, футуризма и экспрессионизма.
Дух классики овевает нас уже со всех сторон. Им дышат все, но не то не умеют его различить, не то не знают, как назвать, не то просто боятся сделать это. Кажется, что последние ближе всего к истине. «Классика есть реакция; революция не потерпит классики», — твердили нам столько раз за эти годы. И мы поверили, что перед нами действительная и точная формула, а не легкое сочетание слов, рожденное духом местничества и моды. Вот почему так стремились мы приобщиться к тому, что выдавало себя за подлинное и кровное порождение нашего времени: к триаде «измов», — к кубизму, футуризму и экспрессионизму. Они носили имя левого искусства, их поэты и художники провозгласили себя поэтами и художниками революции, они и в самом деле побывали у власти и именем революции правили искусством и нами.

Теперь же мы знаем, что они самозванцы, что мы простодушно отдали им свои права и что нам надо вернуть себя на должное место.
В статье провозглашается, что искусство классики и есть искусство революции. По мнению Эфроса, оно приходит на смену модернистским течениям, которые не поняли «телеологии революции» и пришли в упадок. И теперь, когда «расчистка кончилась» и «начинается стройка», «каждый атом жизни ищет полной опоры», людям необходима в жизни и искусстве гармония и простота, которые они могут отыскать в классике.
Близкими к эстетике «Лирического круга» литературными направлениями называют акмеизм и кларизм (Михаил Кузмин), которые также провозглашали важность ясности в поэзии и были близки к классике.

## Издания
Несмотря на то что объединение просуществовало недолго, оно успело выпустить сборник «Лирический круг. Страницы поэзии и критики», опубликованный весной 1922 года тиражом 2000 экземпляров в московском издательстве «Северные дни». В предисловии к нему отмечается:
«Лирический круг» — не альманах, а сборник определенного течения. Его участники — не случайные сотоварищи по изданию, а члены одной группы, связанные общностью взглядов на то, что надлежит сейчас делать в литературе.
В сборнике были опубликованы стихи Анны Ахматовой («Я с тобой, мой ангел, не лукавил...»), Юрия Верховского, Леонида Гроссмана, Константина Липскерова, Осипа Мандельштама («Умывался ночью на дворе...» и «Когда Психея-жизнь спускается к теням...»), Софии Парнок, Сергея Соловьёва, Владислава Ходасевича, Сергея Шервинского и Абрама Эфроса. Также в состав сборника вошли прозаические и публицистические произведения Андрея Глобы («Потолок Сикстинской капеллы»), Владимира Лидина («Китай»), Эфроса («Вестник у порога»), Соловьёва («Бессознательная разумность и надуманная нелепость»), Липскерова («Предсказанный круг»), Ходасевича («Окно на Невский») и Гроссмана («Метод и Стиль»).
По мнению литературоведа Бориса Акимова, участие Мандельштама и Ахматовой в сборнике была обусловлено самой возможностью напечатать свои стихи.
Исследователь советской цензуры Арлен Блюм сообщает, что сборник был запрещён, однако не указывает дату включения в список Главлита.

## Распад
Скорый распад объединения был обусловлен усилением позиций пролетарского искусства — его сторонники, по словам Бориса Акимова, быстро уничтожили «Лирический круг». Уже осенью 1922 года София Парнок в письме поэту Максимилиану Волошину жаловалась на жёсткую политику партии в отношении поэтов, предполагая, что публикация стихов скоро станет невозможной и что благоприятная пора заканчивается.